# Список депутатов Законодательного собрания Санкт-Петербурга 1—3-го созыва
- 1-й созыв — 1994—1998 годы
- 2-й созыв — 1998—2002 годы
- 3-й созыв — 2002—2007 годы
- 4-й созыв (2007—2011) и 5-й созыв (2011—2016) избирались полностью по партийным спискам.
- 6-й созыв (2016—2021) и 7-й созыв (с 2021) избирались по смешанной системе: половина (25 депутатов) — по одномандатным округам, половина (25 депутатов) — по партийным спискам.

## География округов
Хотя границы округов от выборов к выборам изменялись, эти изменения были незначительны и не затрагивали принадлежности округа к району.
- 1, 2 — Василеостровский район
- 3—7 — Выборгский район
- 8, 29, 46 — Центральный район
- 9—13 — Калининский район
- 14—17 — Кировский район
- 18, 19 — Колпинский район (в 19 также входит г. Павловск)
- 20 — Пушкинский район
- 21—24 — Красногвардейский район
- 25—27 — Красносельский район
- 28 — Курортный район, г. Кронштадт
- 30, 39 — Адмиралтейский район
- 34—38 — Невский район
- 40, 41 — Петроградский район
- 42 — Петродворцовый район
- 43—45 — Приморский район
- 47—50 — Фрунзенский район

## Список депутатов 1—3-го созывов

### Округ 1
- 1994 — Ковалёв, Алексей Анатольевич
- 1998 — Ковалёв, Алексей Анатольевич
- 2002 — Ковалёв, Алексей Анатольевич

### Округ 2
- 1994 — Голубев, Валерий Александрович
- 1998 — Калинин, Виталий Анатольевич
- 2002 — Барканов, Владимир Васильевич

### Округ 3
- 1994 — Ливеровский, Алексей Алексеевич
- 1998 — Анденко, Сергей Анатольевич
- 2002 — Анденко, Сергей Анатольевич

### Округ 4
- 1994 — Романков, Леонид Петрович
- 1998 — Романков, Леонид Петрович
- 2002 — Савельев, Юрий Петрович — сложил полномочия 24 декабря 2003 года в связи с избранием депутатом Государственной думы РФ
  - 2004 — Мещеряков, Терентий Владимирович

### Округ 5
- 1994 — Дыбовский, Александр Вячеславович
- 1998 — Снятков, Владимир Николаевич — умер 2 декабря 2000 года
  - 2001 — Тимофеев, Игорь Владимирович
- 2002 — Тимофеев, Игорь Владимирович

### Округ 6
- 1994 — Прохоренко, Александр Владимирович
- 1998 — Бродский, Михаил Наумович
- 2002 — Кучеренко, Владимир Михайлович

### Округ 7
- 1994 — Сычёв, Виталий Анатольевич
- 1998 — Редько, Александр Алексеевич
- 2002 — Редько, Александр Алексеевич

### Округ 8
- 1994 — Гольман, Владимир Михайлович
- 1998 — Гольман, Владимир Михайлович
- 2002 — Гольман, Владимир Михайлович

### Округ 9
- 1994 — Кравцов, Юрий Анатольевич
- 1998 — Шутов, Юрий Титович
- 2002 — Шутов, Юрий Титович

### Округ 10
- 1994 — Амосов, Михаил Иванович
- 1998 — Амосов, Михаил Иванович
- 2002 — Амосов, Михаил Иванович

### Округ 11
- 1994 — Селиванов, Валерий Николаевич
- 1998 — Селиванов, Валерий Николаевич
- 2002 — Черных, Андрей Николаевич

### Округ 12
- 1994 — Миронов, Сергей Михайлович
- 1998 — Миронов, Сергей Михайлович — сложил полномочия в сентябре 2001 года в связи с избранием членом Совета Федерации РФ
  - 2001 — Заушникова, Зоя Валентиновна
- 2002 — Заушникова, Зоя Валентиновна

### Округ 13
- 1994 — Терентьев, Юрий Григорьевич
- 1998 — Солтан, Павел Михайлович
- 2002 — Солтан, Павел Михайлович

### Округ 14
- 1994 — Никешин, Сергей Николаевич
- 1998 — Никешин, Сергей Николаевич
- 2002 — Никешин, Сергей Николаевич

### Округ 15
- 1994 — Артемьев, Игорь Юрьевич
- 1998 — Тюльпанов, Вадим Альбертович
- 2002 — Тюльпанов, Вадим Альбертович

### Округ 16
- 1994 — Андреев, Сергей Юрьевич
- 1998 — Андреев, Сергей Юрьевич
- 2002 — Андреев, Сергей Юрьевич

### Округ 17
- 1994 — Щелканов, Александр Александрович
- 1998 — Щелканов, Александр Александрович
- 2002 — Лопатников, Вадим Сергеевич

### Округ 18
- 1994 — Борнелинер, Борис Петрович
- 1998 — Борнелинер, Борис Петрович
- 2002 — Корякин, Олег Игоревич

### Округ 19
- 1994 — Житков, Станислав Андреевич
- 1998 — Житков, Станислав Андреевич
- 2002 — Житков, Станислав Андреевич

### Округ 20
- 1994 — Рочев, Николай Анисимович
- 1998 — Киселёв, Борис Леонидович
- 2002 — Озеров, Геннадий Дмитриевич

### Округ 21
- 1994 — Пирогов, Михаил Иванович
- 1998 — Пирогов, Михаил Иванович — умер 5 ноября 1999 года
  - 2000 — Морозов, Александр Владимирович
- 2002 — Морозов, Александр Владимирович — сложил полномочия 24 апреля 2004 года в связи с избранием депутатом Государственной думы РФ
  - 2004 — Нестерова, Светлана Николаевна

### Округ 22
- 1994 — Карлин, Лев Николаевич
- 1998 — Риммер, Игорь Сергеевич
- 2002 — Риммер, Игорь Сергеевич

### Округ 23
- 1994 — Сайфуллаев, Шухрат Рауфович
- 1998 — Корчагин, Андрей Евгеньевич — сложил полномочия .09.2001 в связи с назначением главой Территориального управления Невского административного района
  - 2001 — Тимофеев, Алексей Анатольевич
- 2002 — Тимофеев, Алексей Анатольевич

### Округ 24
- 1994 — Жимиров, Вадим Николаевич
- 1998 — Кущак, Александр Иванович
- 2002 — Кущак, Александр Иванович

### Округ 25
- 1994 — Гладких, Борис Васильевич
- 1998 — Белозерских, Владимир Васильевич
- 2002 — Белозерских, Владимир Васильевич

### Округ 26
- 1994 — Гладков, Юрий Павлович
- 1998 — Гладков, Юрий Павлович
- 2002 — Гладков, Юрий Павлович

### Округ 27
- 1994 — Зыбин, Станислав Фёдорович
- 1998 — Зыбин, Станислав Фёдорович
- 2002 — Зыбин, Станислав Фёдорович — сложил полномочия 9 ноября 2005 года в связи с избранием судьёй Уставного суда Санкт-Петербурга

### Округ 28
- 1994 — Кривенченко, Анатолий Николаевич
- 1998 — Кривенченко, Анатолий Николаевич
- 2002 — Гуляев, Сергей Владимирович

### Округ 29
- 1994 — Крамарев, Аркадий Григорьевич
- 1998 — Крамарев, Аркадий Григорьевич
- 2002 — Крамарев, Аркадий Григорьевич

### Округ 30
- 1994 — Новолодский, Юрий Михайлович
- 1998 — Панченко, Анатолий Иванович
- 2002 — Мартыненко, Виталий Евгеньевич

### Округ 31
- 1994 — Новосёлов, Виктор Семёнович
- 1998 — Новосёлов, Виктор Семёнович — убит 20 октября 1999 года
  - 2000 — Войтановский, Вадим Николаевич
- 2002 — Войтановский, Вадим Николаевич

### Округ 32
- 1994 — Ягья, Ватаняр Саидович
- 1998 — Ягья, Ватаняр Саидович
- 2002 — Ягья, Ватаняр Саидович

### Округ 33
- 1994 — Коловай, Владимир Григорьевич
- 1998 — Евтухов, Виктор Леонидович
- 2002 — Евтухов, Виктор Леонидович

### Округ 34
- 1994 — Евдокимова, Наталия Леонидовна
- 1998 — Евдокимова, Наталия Леонидовна
- 2002 — Евдокимова, Наталия Леонидовна

### Округ 35
- 1994 — Ловягин, Андрей Евгеньевич
- 1998 — Ловягин, Андрей Евгеньевич
- 2002 — Ловягин, Андрей Евгеньевич

### Округ 36
- 1994 — Толстой, Михаил Никитич
- 1998 — Толстой, Михаил Никитич
- 2002 — Высоцкий, Игорь Владимирович

### Округ 37
- 1994 — Высоцкий, Игорь Владимирович
- 1998 — Матвеев, Игорь Борисович
- 2002 — Матвеев, Игорь Борисович

### Округ 38
- 1994 — Серов, Константин Николаевич
- 1998 — Серов, Константин Николаевич
- 2002 — Серов, Константин Николаевич

### Округ 39
- 1994 — Тарасов, Сергей Борисович
- 1998 — Тарасов, Сергей Борисович
- 2002 — Тарасов, Сергей Борисович — сложил полномочия 19 ноября 2003 года в связи с назначением вице-губернатором Санкт-Петербурга

### Округ 40
- 1994 — Воронцов, Алексей Васильевич
- 1998 — Белоусов, Алексей Игоревич
- 2002 — Белоусов, Алексей Игоревич

### Округ 41
- 1994 — Островский, Валерий Петрович
- 1998 — Шевченко, Сергей Алексеевич — сложил полномочия 13 февраля 2002 года в связи с вступлением в силу приговора суда
- 2002 — Рыдник, Юрий Евгеньевич — решением суда выборы признаны недействительными (вступило в силу 23.04.2003)
  - 2003 — Макаров, Вячеслав Серафимович

### Округ 42
- 1994 — Истомин, Евгений Петрович
- 1998 — Никитин, Андрей Анатольевич
- 2002 — Никитин, Андрей Анатольевич

### Округ 43
- 1994 — Щербаков, Вячеслав Николаевич
- 1998 — Назаров, Валерий Александрович
- 2002 — Волчек, Денис Геннадьевич

### Округ 44
- 1994 — Гардымов, Герман Петрович
- 1998 — Севенард, Константин Юрьевич — сложил полномочия в 2000 году в связи с избранием депутатом Государственной думы РФ
  - 2000 — Сухенко, Константин Эдуардович
- 2002 — Сухенко, Константин Эдуардович

### Округ 45
- 1994 — Нилов, Олег Анатольевич
- 1998 — Нилов, Олег Анатольевич
- 2002 — Нилов, Олег Анатольевич

### Округ 46
- 1994 — Ананов, Никита Георгиевич
- 1998 — Ананов, Никита Георгиевич
- 2002 — Ананов, Никита Георгиевич

### Округ 47
- 1994 — Назаров, Павел Владимирович
- 1998 — Михайлов, Игорь Павлович
- 2002 — Михайлов, Игорь Павлович

### Округ 48
- 1994 — Петров, Леонид Николаевич
- 1998 — Артемьев, Игорь Борисович
- 2002 — Артемьев, Игорь Борисович

### Округ 49
- 1994 — Левашев, Алексей Владимирович
- 1998 — Ерёменко, Владимир Иванович
- 2002 — Ерёменко, Владимир Иванович

### Округ 50
- 1994 — Сергеев, Олег Елизарович
- 1998 — Сергеев, Олег Елизарович
- 2002 — Сергеев, Олег Елизарович